# Kielstaartkegelbij
De kielstaartkegelbij (Coelioxys alata) is een vliesvleugelig insect uit de familie Megachilidae. De wetenschappelijke naam van de soort is voor het eerst geldig gepubliceerd in 1853 door Förster.